# Aeroportul Yueyang Sanhe
Aeroportul Yueyang Sanhe (IATA: YYA, ICAO: ZGYY) este un aeroport din Republica Populară Chineză ce deservește zona Yueyang⁠(d). Aeroportul a fost tranzitat în 2022 de 364.806 pasageri. A fost numit după zona deservită.
Situat la o altitudine de 70 m, aeroportul dispune de o singură pistă.